# Ontario Herpetofaunal Summary
Das Ontario Herpetofaunal Summary (OHS) ist eine Datenbank beziehungsweise ein Atlas für die Amphibien und Reptilien der südkanadischen Provinz Ontario.
Das Projekt zu ihrer systematischen Beobachtung und Datenerfassung – die von Freiwilligen durchgeführt wird – begann im Jahr 1984. Ende jeder Saison werden die Daten an die OHS-Datenbank übermittelt. In letzter Zeit wurde diese durch Forschungsprojekte einiger kanadischer Universitäten um historische Tierbestände erweitert.
Von einigen Dutzend Arten der Schlangen, Frösche und Salamander gibt es allgemein zugängliche, detaillierte Karten der Verbreitungsgebiete.